# Chevrolet Nova (1967)
Chevrolet Nova – samochód osobowy klasy średniej produkowany pod amerykańską marką Chevrolet w latach 1967–1979.

## Pierwsza generacja

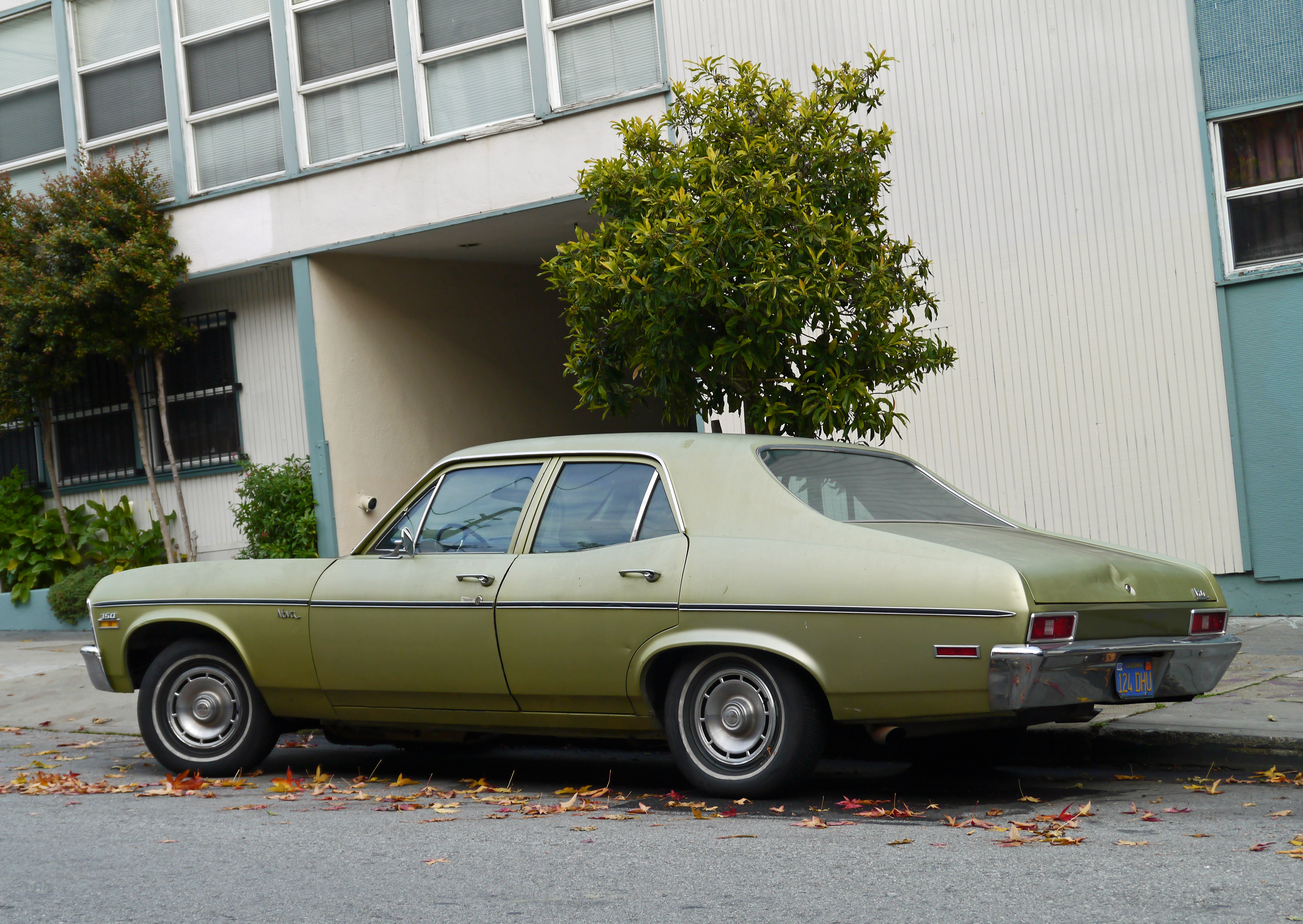
Chevrolet Nova I - tył

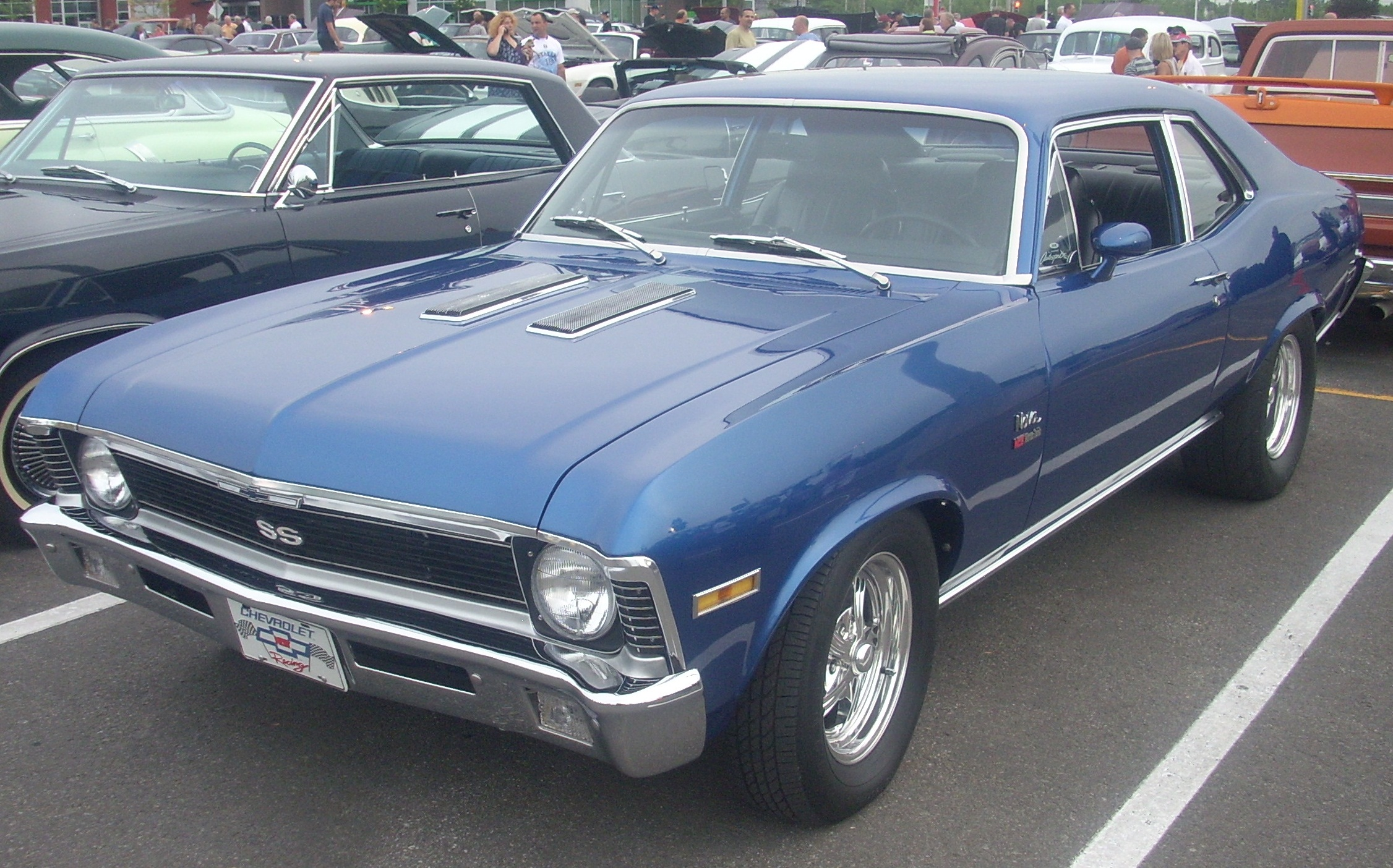
Chevrolet Nova SS I

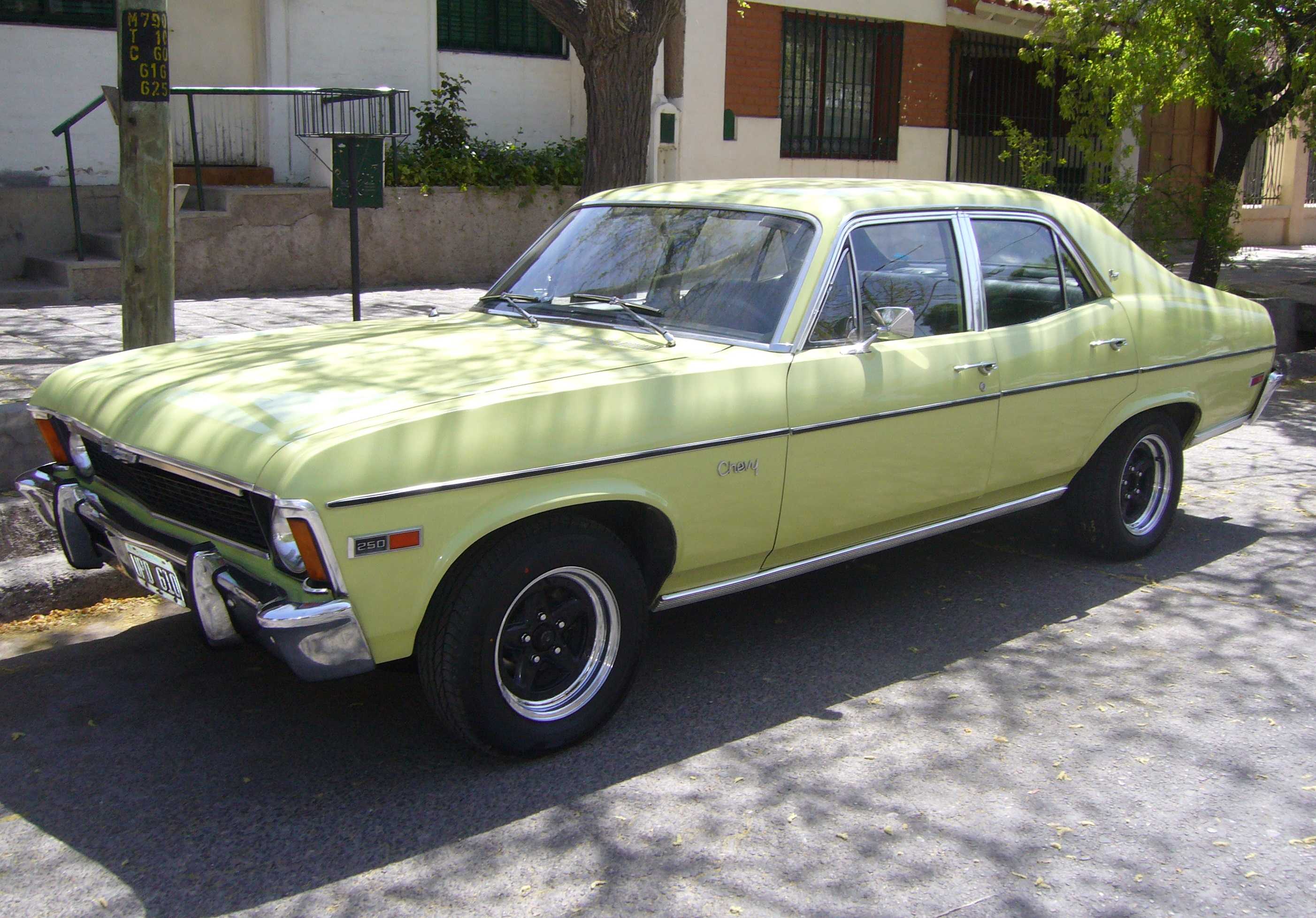
argentyński Chevrolet Chevy Malibu

Chevrolet Nova I został zaprezentowany po raz pierwszy w 1967 roku.
Prezentując ten model Chevrolet zdecydował się zastosować nazwę Nova dla następcy Chevy II, wobec którego Nova było dotychczas jedną z wersji wyposażeniowych. Samochód powstał na platformie X-body koncernu General Motors, na bazie której skonstruowane zostały także bliźniacze konstrukcje Buicka, Oldsmobile i Pontiaka.
Pierwsza generacja Chevroleta Novy wyróżniała się masywnie zarysowanymi przednimi błotnikami z wysuniętymi krawędziami, a także obłymi nadkolami tylnymi, które współgrały z łagodnie opadającą linią bagażika.

### Nova SS
Wraz z debiutem Novy, Chevrolet opracował także topową, sportową odmianę Nova SS. Pod kątem wizualnym wyróżniała się ona dodatkowymi spojlerami, sportowym ogumieniem i zmodyfikowanymi zderzakami, za to pod kątem technicznym pojawiła się jednostka napędowa V8 o przedziałach mocy od 350 do 375 KM.

### Argentyna
W latach 1968–1978 Chevrolet Nova pierwszej generacji był produkowany i sprzedawany również w Argentynie pod nazwą Chevrolet Chevy Malibu, odróżniając się od północnoamerykańskiego odpowiednika detalami w wyglądzie zewnętrznym i różnicami w gamie jednostek napędowych.

### Silniki
- L4 2,5 l
- L4 3,1 l
- L6 3,1 l
- L6 4,8 l
- L6 4,1 l
- V6 3,8 l
- V8 5,0 l
- V8 5,4 l
- V8 5,7 l
- V8 6,5 l

## Druga generacja

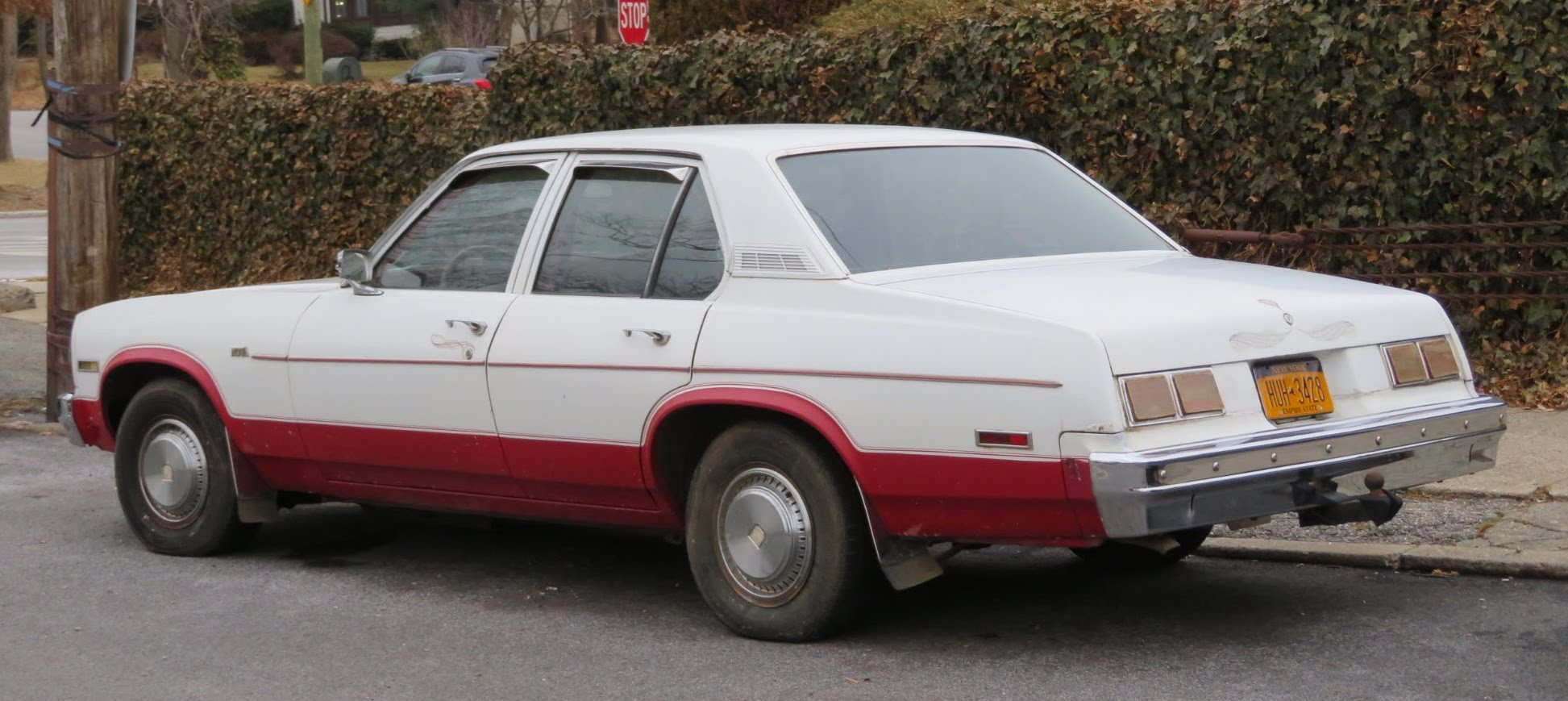
Chevrolet Nova II - tył

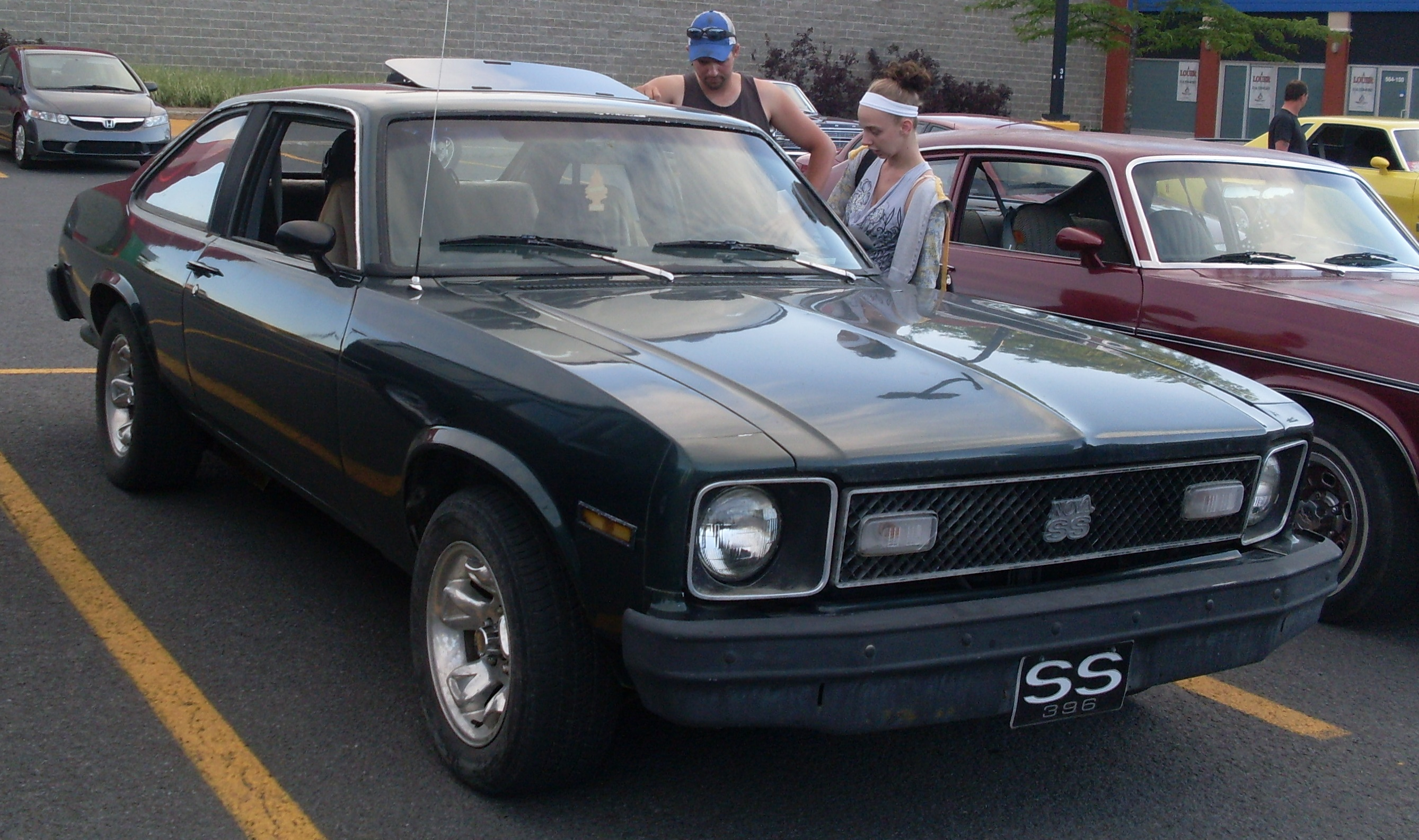
Chevrolet Nova SS II

Chevrolet Nova II został zaprezentowany po raz pierwszy w 1974 roku.
Opracowując drugą generację Novy, Chevrolet wykorzystał tę samą platformę jednocześnie gruntownie modyfikując projekt nadwozia. Samochód zyskał wyraźniej zaznaczoną tylną bryłę, która stała się dłuższa.
Pojawił się też bardziej stonowanie ukształtowany pas przedni, gdzie pojedyncze klosze zyskały tym razem kwadratowe, zaokrąglone w kantach obudowy. Delikatnie poniżej linii reflektorów znalazła się z kolei prostokątna atrapa chłodnicy.

### Nova SS
Podobnie jak w przypadku poprzednika, Chevrolet Nova drugiej generacji oferowany był także w topowym wariancie Nova SS. Poza modyfikacjami wizualnymi, samochód napędzany był także mocniejszą jednostką napędową V8 o pojemności 4,1-litra.

### Silniki
- L4 2,5 l
- L6 4,1 l
- V6 3,8 l
- V8 4,2 l
- V8 5,0 l
- V8 5,7 l

## Mit o nazwie
Znana jest miejska legenda na temat Chevroleta Novy, która tłumaczyłaby, dlaczego samochód nie zdobył dużej na popularności w państwach hiszpańskojęzycznych. No va w dosłownym tłumaczeniu na język angielski znaczy "no go" jak również "it doesn't go." (nie pojedzie, nie jedzie). Mit ten został jednak obalony.